# Thérèse Juel
Thérèse Annika Vibeke Ulfsdotter Juel, ursprungligen Björkman, född 19 mars 1950 i Bromma församling i Stockholm, är en svensk vissångare, programledare, frilansjournalist och författare.

## Biografi
Thérèse Juel, som är dotter till Ulf Björkman och Inger Juel, skolades av sin mormor Karin Juel och började uppträda redan i tonåren. Åren 1964–1969 uppträdde hon tillsammans med Marie Bergman i duon Marie & Thérèse. Därefter har hon främst uppträtt och turnerat ensam med olika visprogram. 
Åren 1984–1986 var hon ordförande i Yrkestrubadurernas förening (YTF). Mellan 1977 och 2006 frilansade hon som programledare och producent på Sveriges Radio, och har gjort program i kanaler som UR,  P1, P2, P3 och P4. Bland annat var det hennes visprogram tillsammans med Maritza Horn som senare ledde till Horns uppmärksammade LP Jämmer och elände. För många jämtlänningar var hon en återkommande röst i Radio Jämtland 1992–2006. Under årens lopp har det även blivit mängder av artiklar i dagspress, veckopress och månadstidningar. År 1999 började hon att föda upp travhästar i mindre omfattning.
År 2007 började hon att läsa fristående akademiska kurser i juridik. År 2008 skrev hon kapitlet om kvinnorna i Jämtland i Kvinnornas Sverige – En underbar resa och 2010 kom hon ut med boken Fällda för sexövergrepp – om rättsfall i Sverige. År 2011 fick hon stipendium av Stiftelsen Rättsstatens Vänner. Detta ledde till studien Åtalad – är domstolsprocessen rättssäker för åtalad i sexualrelaterat brottmål? I den granskades fem tingsrätters domar under en tvåårsperiod. Åren 2012–2014 var hon anställd på heltid som utredare vid advokatbyrån Hurtig & Partners. Nio år efter debutboken kom uppföljaren Dömda: om rättssäkerheten i Sverige (2019) där Juel kritiskt granskar kända rättsfall såsom sos-sjuksköterskan som inte skickade ambulans, våldtäktsmålet mot kulturprofilen Jean-Claude Arnault och den tidigare morddömde Esa Teittinens resningsprocess som ledde till friande hovrättsdom 2018.

## Diskografi
- 1973 – Efter regnet (singel)
- 1978 – Thérèse Juel & Lars Essman sjunger Alf Prøysen (album)
- 1979 – Levande (album)
- 1983 – Thérèse sjunger Martin Koch (album)
- 2000 – Fångad i tiden (album)
- 2003 – Du är aldrig ensam (promo-singel)
- 2015 – Skisser från livet (samlingsalbum till Spotify, Itunes)

## Utmärkelser
- 1985 – Hedersmedlem i Martin Koch-sällskapet
- 1992 – Ulf Peder Olrog-stipendiet
- 1995 – SKAP-stipendium[5]
- 1996 – Hedersplakett från Samfundet Visans vänner
- 2007 – Vinstrikaste travhästuppfödaren vid Östersunds Travbana
- 2015 – SKAP:s stipendium till minne av Fred Åkerström